# Шипченски проход (булевард в София)
Шипченски проход е булевард в район „Слатина“, София.
Простира се между бул. „Михай Еминеску“ на запад, западно от който е ул. „Иван Асен ІІ“, и бул. „Асен Йорданов“ на изток.

## Обекти
На бул. „Шипченски проход“ или в неговия район се намират следните обекти (от запад на изток):
- Посолство на Румъния
- ДМА Инстументален факултет
- Спортна зала „Универсиада“
- Министерство на външните работи
- НХА – факултет за приложни изкуства
- БАН – Институт по биология и имунология
- 67 ОДЗ „Мечо Пух“
- Посолство на Босна и Херцеговина
- Посолство на Колумбия
- Читалище „Св. Георги Победоносец“
- Посолство на КНР
- 1-во РПУ
- 138 СОУ „Проф. В. Златарски“
- Търговски център Галакси
- 22-ри ДКЦ
- 183 ЦДГ „Щастливо детство“
- Институт за чуждестранни студенти
- Национално училище за танцово изкуство (НУТИ)

- Най-големият комплекс от сгради на Българската академия на науките, който включва:
  - Географски институт
  - Геологически институт
  - Геофизически институт
  - Институт за български език
  - Институт за космически изследвания
  - Институт за литература
  - Институт за фолклор
  - Институт по балканистика
  - Институт по биофизика
  - Институт по ботаника
  - Институт по водни проблеми
  - Институт по експериментална морфология и антропология
  - Институт по експериментална патология и паразитология
  - Институт по електрохимия и енергийни системи
  - Институт по инженерна химия
  - Институт по информационни технологии
  - Институт по катализ
  - Институт по компютърни и комуникационни системи
  - Институт по математика и информатика
  - Институт по механика
  - Институт по микробиология
  - Институт по молекулярна биология
  - Институт по невробиология
  - Институт по органична химия
  - Институт по полимери
  - Институт по психология
  - Институт по роботизирани системи
  - Институт по управление и системни изследвания
  - Институт по физикохимия
  - Институт по физиология на растенията
  - Институт по химически науки
  - Научноинформационен център Българска енциклопедия
  - Национален център по нанотехнологии
  - Национална лаборатория по компютърна вирусология
  - Централна лаборатория по биомедицинско инженерство
  - Централна лаборатория по мехатроника и приборостроене
  - Централна лаборатория по оптичен запис и обработка на информация
  - Централна лаборатория по сеизмична механика и сеизмично инженерство
  - Централна лаборатория по фотопроцеси
  - Център за изследване на населението
  - Център по архитектурознание
- Спортен комплекс „Академика“
- Спортен комплекс „Червено знаме“
- Слатинско неолитно селище